# XXVIII Batalion Saperów
XXVIII batalion saperów (XXVIII bsap) – pododdział saperów  Wojska Polskiego w II Rzeczypospolitej.

## Dzieje XXVIII batalionu saperów
XXVIII baon powstał 1920 z przemianowanego XVI batalionu saperów
W 1921 baon został włączony w skład 1. pułku saperów Legionów w Modlinie. W 1925, w następstwie reorganizacji wojsk saperskich, batalion został rozformowany, w zamian batalionu powstały trzecie kompanie w VIII i XVIII batalionie saperów

## Dowódcy batalionu
- mjr Stefan Dąbkowski[3]
- kpt. Tadeusz Bisztyga – p.o. 1923[4] – dowódca od 1924 do 1925[5].